# Staubgold
Staubgold ist ein 1998 von Markus Detmer in Köln gegründetes Plattenlabel für experimentelle Musik.

## Geschichte
Ab Ende der 1980er Jahre führte der aus Wipperfürth stammende Markus Detmer ein Kassetten-Mailorder. Zwecks Studium der Musikwissenschaft kam Detmer nach Köln. 1997 gründete er mit Timo Reuber das Ambient-Projekt Klangwart. 1998 wurde das Label Staubgold gegründet. 2003 zog das Label nach Berlin um, seit 2011 ist die Labelheimat im französischen Perpignan.

## Künstler (Auswahl)
- Institut für Feinmotorik
- Harald Sack Ziegler
- To Rococo Rot
- Ekkehard Ehlers
- Kammerflimmer Kollektief
- Faust